# L'amante di Paride
L'amante di Paride (Loves of Three Queens) è un film italiano del 1954 diretto da Marc Allégret e Edgar G. Ulmer.

## Trama
Ad una festa un giovane deve scegliere la più affascinante fra tre donne. Ma un professore interviene ad impedire il verdetto, ricordando i guai già causati in una situazione simile.

## Produzione
Il progetto fu all'inizio concepito come una serie antologica televisiva chiamata Great Loves. Traendo ispirazione dal successo di Sansone e Dalila, Hedy Lamarr e Victor Pahlen intendevano produrre una serie sugli amori di alcune delle donne più famose della storia. Gli episodi dovevano essere diretti da Edgar G. Ulmer, che aveva collaborato con Hedy Lamarr nella sua produzione di Venere peccatrice. La serie prevedeva 39 episodi di mezz'ora a colori con esterni da girare in diverse località dell'Europa. La star Hedy Lamarr avrebbe dovuto indossare capi ideati da grandi firme dell'alta moda come Jacques Fath e Dior.
Quando l'idea della serie televisiva fu accantonata, tre degli episodi già scritti furono riuniti in un unico lungometraggio da girare in Italia. Il regista originale Edgar G. Ulmer ebbe diverse controversie con Hedy Lamarr e abbandonò il progetto.